# Ergela
Ergela ili hergela je stočarsko gospodarstvo na kojem se uzgajaju visokokvalitetni konji. Može imati jednu štalu (konjušnicu) ili cijeli kompleks štala. 
U Hrvatskoj poznate su ergele u Đakovu i Lipiku, a od privatnih Ergela Jazbec u Ivanovcu u kojoj se uzgajaju lipicanci, Ergela Galop u Peterancu, te Ergela Višnjica na pustari Višnjici u kojoj se uzgaja konje pasmina quarter i paint.
Na sjeveru Međimurja, u blizini rijeke Mure, osnovana je na području pašnjaka tzv. žabničke gmajne Ergela međimurskog konja, koja je proradila u studenom 2015. godine. Nešto južnije, kod naselja Macinec, utemeljen je 2020. godine Centar za uzgoj i zaštitu međimurskog konja, egzistencijalno ugrožene konjske pasmine.
U BiH je poznata Ergela Gajice Stanić u Gajicama kod Kreševa, a u Vojvodini je Ergela Zobnatica koju je osnovala plemićka obitelj bačkih Hrvata Vojnić od Bajše.

## Vanjske poveznice
- U Ergeli Žabnik, kojom upravlja javna ustanova Međimurska priroda, uzgajaju se međimurski konji
- Ergela međimurskog konja u Žabniku proradila je u studenom 2015. godine